# Praia Tasitolu
Praia Tasitolu (Praia Tasi Tolu, deutsch Tasitolu-Strand) ist ein Strand der osttimoresischen Landeshauptstadt Dili. Er nimmt die Küste der Straße von Ombai im äußersten Osten der Gemeinde Dili in der Aldeia Terra Santa (Suco Madohi, Verwaltungsamt Dom Aleixo) ein. Der Strand ist nach den drei Salzseen und dem dazugehörigen Stadtteil Tasitolu, südlich der Küste, benannt.

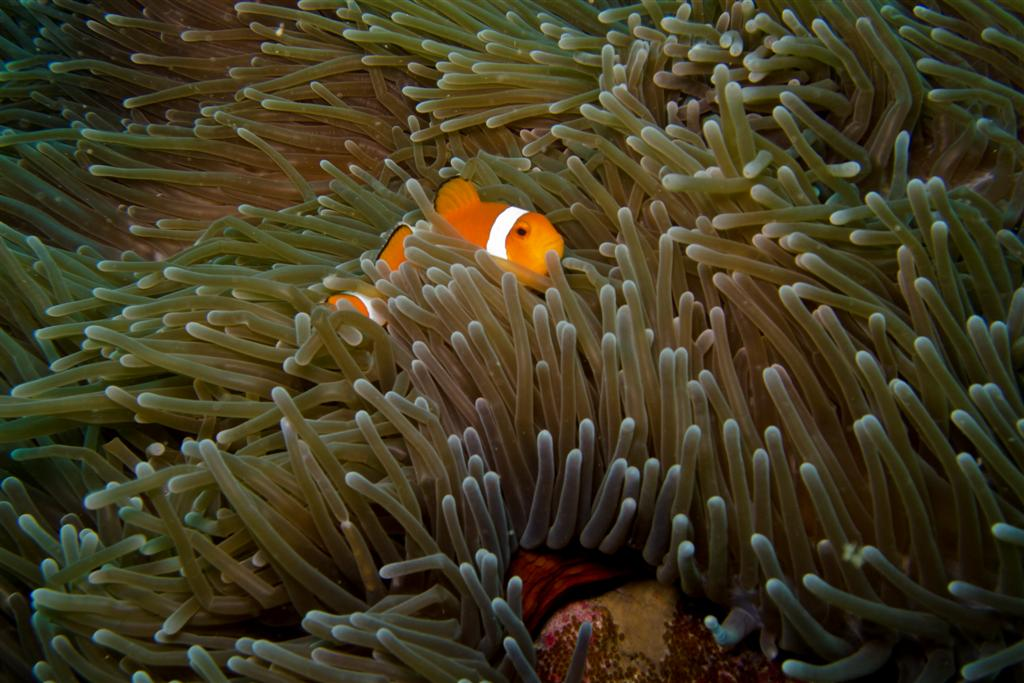
Anemonenfisch am Dili Rock

Am westlichen Ende befindet sich der sogenannte „Dili Rock“, der auch ein bekanntes Tauchgebiet markiert. Auf der anderen Seite der kleinen Bucht liegt ein zweiter Tauchpunkt (Tasi Tolu Dive Site). Direkt hinter dem Strand verläuft die Avenida da Restauraçâo. Erst am Ostende der Bucht nimmt die Besiedlung in Strandnähe zu.
Der Strand gehört zusammen mit den Seen und dem umliegenden Land zum Schutzgebiet des Friedensparks Tasitolu.